# Molen Mertens
De Mertensmolen of Molen Mertens is een watermolen op een zijtak van de Mark aan de Edingseweg in Viane, deelgemeente van de Belgische gemeente Geraardsbergen. 
Al sedert 1293 staat er een watermolen langs de Markrivier in Viane. Het was oorspronkelijk een graan- en oliemolen. Rond 1900 werden de molengebouwen uitgebreid en werd er een stoomhuis opgetrokken, zodat ook kon gemalen worden op mechanische drijfkracht. Twee waterturbines werden geplaatst in 1905. Vanaf de jaren 1930 werd de molen uitgebouwd tot een grootschalige, industriële maalderij. In 1992 kwam er een einde aan de molenactiviteit in Viane, maar sinds 2016 maalt de Mertensmolen opnieuw . In de molen bevindt zich het museum t' Aloam met gereedschappen van oude ambachten.

## Afbeeldingen

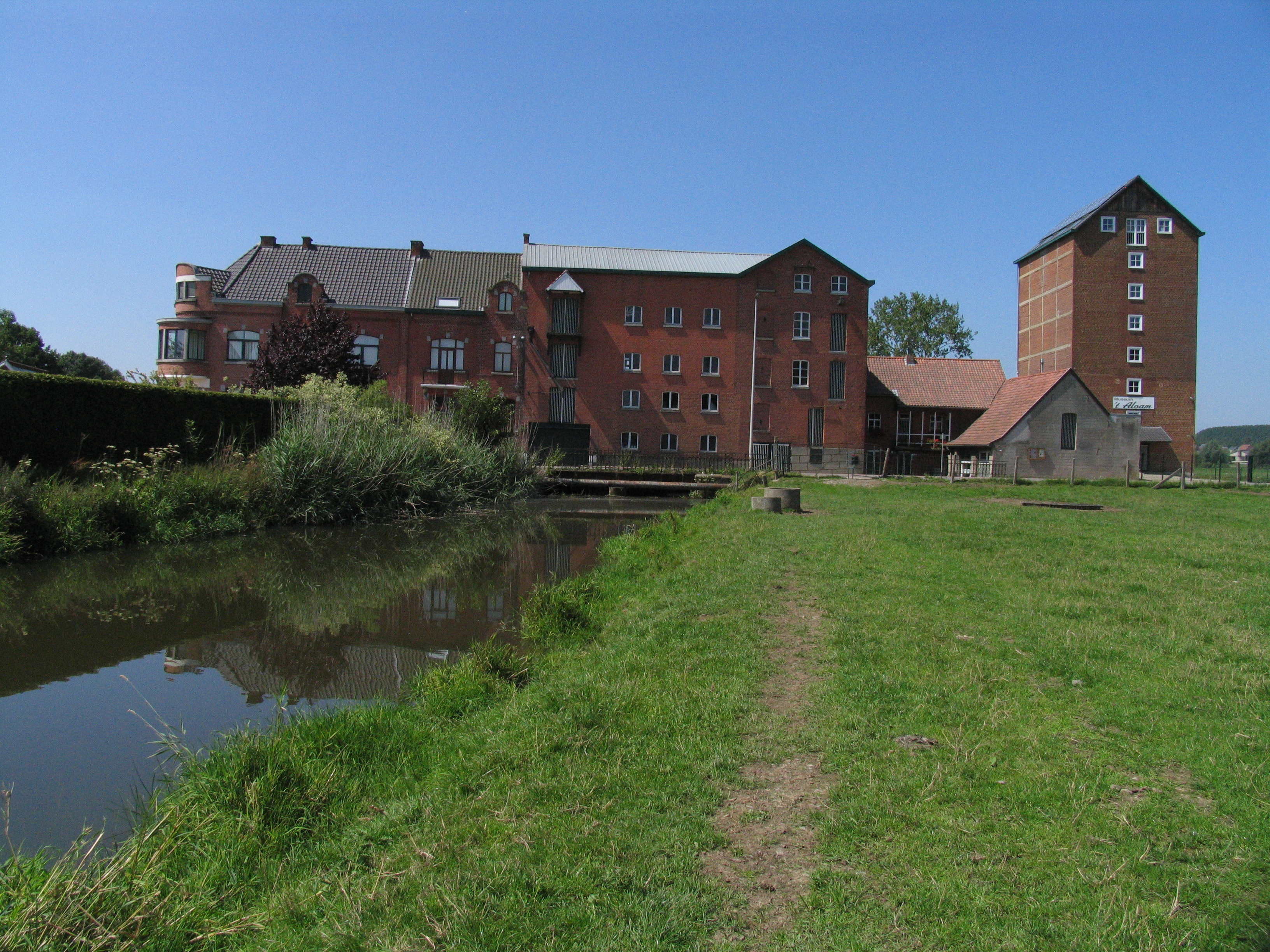
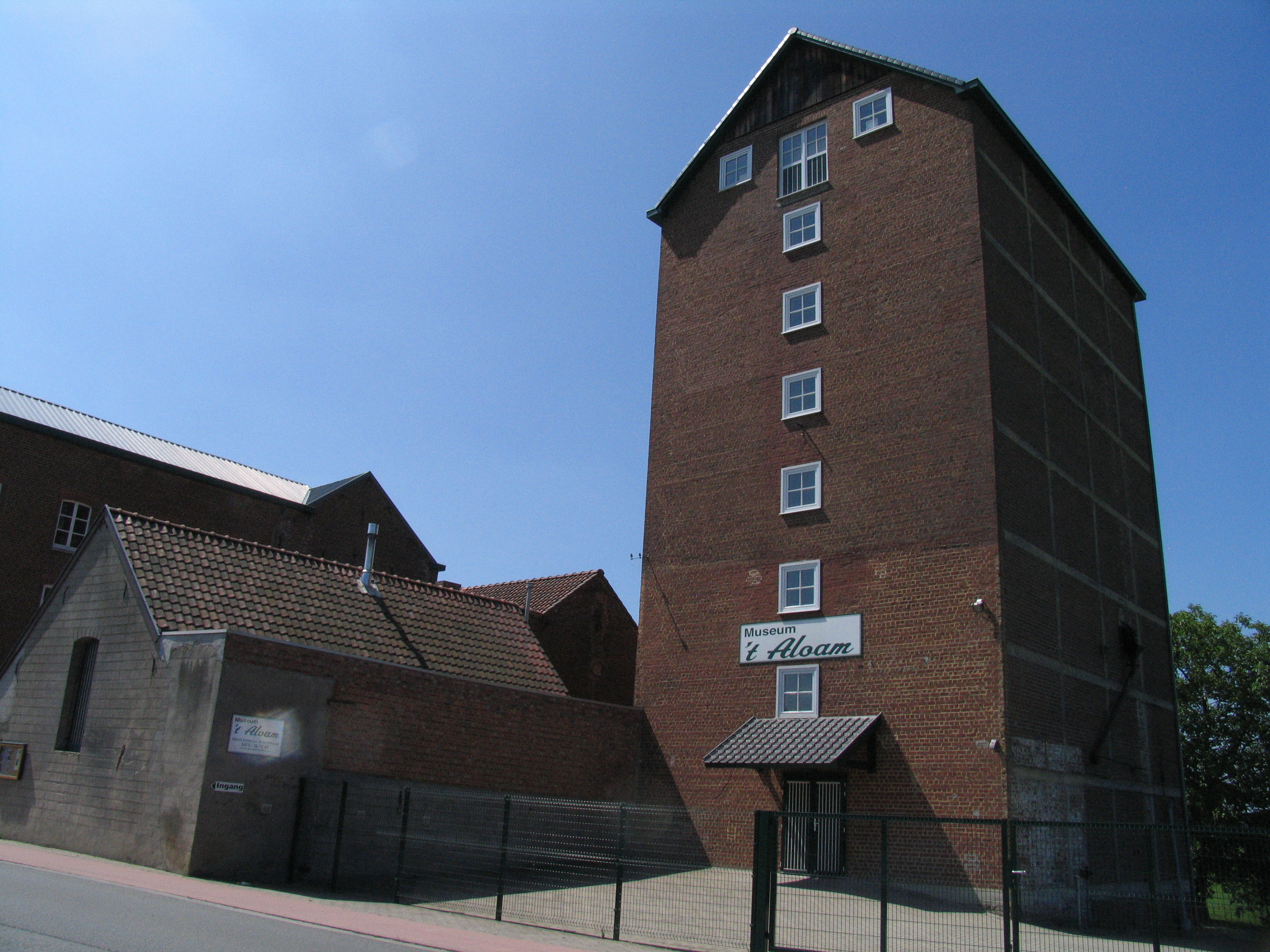